# Hannah Montana (seria 2)
Druga seria serialu telewizyjnego Hannah Montana została wyemitowana na Disney Channel Polska od 17 sierpnia 2007 do 24 stycznia 2009[B], a także jest emitowana na TVP1 od 15 maja 2010. Zawiera 29[A] odcinków. Występuje tutaj sześć głównych postaci: Miley Stewart (Miley Cyrus), Lilly Truscott (Emily Osment), Oliver Oken (Mitchel Musso), Jackson Stewart (Jason Earles), Robby Ray Stewart (Billy Ray Cyrus) oraz Rico Suave (Moisés Arias).

## Emisja
Druga seria zadebiutowała 23 kwietnia 2007 na Disney Channel (USA) odcinkiem „Me and Rico Down by the Schoolyard”, a w Polsce miała swoją premierę 17 sierpnia 2007, tym samym odcinkiem. W USA ostatni odcinek serii, „We’re All on This Date Together”, wyemitowano 12 października 2008. W Polsce odcinek ten został wyemitowany 24 stycznia 2009.

## DVD
Kompletna seria druga na DVD została wydana 17 listopada 2009 roku. Zawiera ona wszystkie odcinki serii drugiej.

## Główna obsada
| Bohater           | Aktor           | Polski dubbing            |
| ----------------- | --------------- | ------------------------- |
| Miley Stewart     | Miley Cyrus     | Julia Hertmanowska        |
| Lilly Truscott    | Emily Osment    | Julia Kołakowska          |
| Oliver Oken       | Mitchel Musso   | Mateusz Narloch           |
| Jackson Stewart   | Jason Earles    | Marcin Hycnar             |
| Robby Ray Stewart | Billy Ray Cyrus | Krzysztof Banaszyk        |
| Rico Suave        | Moisés Arias    | Wit Apostolakis-Gluziński |

## Seria
| Seria | Odcinki | Premiera serii   | Finał serii          | Premiera serii   | Finał serii         |
| --- | ------- | ---------------- | -------------------- | ---------------- | ------------------- |
| 2 | 29[A]   | 23 kwietnia 2007 | 12 października 2008 | 17 sierpnia 2007 | 24 stycznia 2009[B] |
| - A^ 29 odcinków plus trzydziesty, który nie został nigdy wyemitowany. - B^ Ostatni odcinek serii wyemitowano 24 stycznia 2009, jednak pominięto jeden, który ostatecznie został wyemitowany 10 marca 2010. |         |                  |                      |                  |                     |

## Lista odcinków
| 27 | Me And Rico Down By the Schoolyard           | Roger S. Christiansen                | Heather Wordham                             | 17 sierpnia 2007                                          | 29 maja 2010                                      |
| Miley idzie do liceum razem ze swoimi przyjaciółmi. Niestety, już w pierwszy dzień, ktoś wysyła jej SMS-y, że zna jej sekret. Przestraszona Miley musi temu zapobiec. Ku zdziwieniu wszystkich do szkoły trafia Rico. Chłopiec mimo iż jest młodszy przeskoczył kilka klas i trafił do liceum. To on krył się za tymi SMS-ami. Szantażuje Miley, by ta została jego dziewczyną. Jeśli się nie zgodzi cała szkoła pozna jej prawdę. Dziewczyna godzi się na wszystkie warunki. Gość specjalny: Andrew Caldwell jako Thor. Piosenka: „Make Some Noise”. |                                              |                                      |                                             |                                                           |                                                   |
| 28 | Cuffs Will Keep Us Together                  | Roger S. Christiansen                | Steven Peterman                             | 24 sierpnia 2007                                          | 15 maja 2010                                      |
| Jest lekcja wf-u. Miley kłóci się z Lily, bo ta nie chce wziąć jej do drużyny. Przyjaciółki walczą ze sobą. Oliver spina je kajdankami, dopóki się nie pogodzą, lecz Miley mówi, że ma niedługo ważny występ. Oliver postanawia je rozpiąć, lecz okazuje się, że zgubił kluczyk. Nieobecny: Moisés Arias. Goście specjalni: Romi Dames jako Traci VanHorn, Morgan York jako Sarah, Hayley Chase jako Joannie Palumbo Piosenka: „True Friend”. |                                              |                                      |                                             |                                                           |                                                   |
| 29 | You Are So Sue-able to Me                    | Roger S. Christiansen                | Sally Lapiduss                              | 31 sierpnia 2007                                          | 22 maja 2010                                      |
| W szkole ma się odbyć zabawa. Miley nie może na nią iść, bo Hannah Montana ma koncert. Lily nikt nie zaprosił i także miała na nią nie iść, aż do momentu kiedy chłopak w którym zawsze się kochała zaprosił ją. Jednak Miley uważała, że Lily zachowuje się jak chłopczyca i postanowiła zrobić z niej dziewczynę z liceum. Kiedy Miley przyszła po koncercie do domu, Lily siedziała na tarasie smutna. Okazało się, że chłopak nie przyszedł. Z tego powodu przyjaciółki postanowiły się zemścić w programie „Sąd dla małolatów”. Tymczasem Jackson wygrał w konkursie 2 bilety na mecz i jego nowy kumpel bardzo chciał pójść, więc Jackson go zaprosił. Jednak gdy ojciec się dowiedział, że wygrał bilety był przekonany że syn go zabierze. Nieobecni: Mitchel Musso, Moisés Arias. Goście specjalni: Andrew Caldwell jako Thor, Shanica Knowles jako Amber Addison, Anna Maria Perez de Taglé jako Ashley Dewitt, Morgan York jako Sarah Piosenka: „One in a Million”. |                                              |                                      |                                             |                                                           |                                                   |
| 30 | Get Down, Study-udy-udy                      | Roger S. Christiansen                | Andrew Green                                | 7 września 2007                                           | 5 czerwca 2010                                    |
| Marzeniem Miley i jej przyjaciół, Lily i Oliviera jest trasa koncertowa po Europie. Niestety ojciec dziewczyny dostał list ze szkoły o jej złych stopniach z biologii. Miley musi je natychmiast poprawić, bo inaczej Europejskiej trasy koncertowej nie będzie. O pomoc poprosiła najzdolniejszego ucznia w klasie, czyli Rico. Ten jednak jej nie pomógł. Dziewczyna postanowiła ułożyć układ taneczny o biologii. Jednak nauczycielka nie pozwala ruszać się dziewczynie, biorąc to za ściąganie. Pod koniec odcinka okazuje się, że Miley za taniec o układach człowieka dostaje szóstkę. Rico prawie odkrył sekret Miley, ponieważ myślał, że ten taniec się mu z kimś kojarzy. Goście specjalni: Tiffany Thornton jako Becky, Andrew Caldwell oraz Erin Matthews. Piosenka: „Nobody’s Perfect”. Nota: Rico prawie odkrył sekret Miley. Powiedział, że z czymś mu się kojarzy jej śpiew i taniec. |                                              |                                      |                                             |                                                           |                                                   |
| 31 | I Am Hannah, Hear Me Croak                   | Roger S. Christiansen                | Michael Poryes                              | 14 września 2007                                          | 3 lipca 2010                                      |
| Hannah Montana straciła swój głos po sześciu bisach na jednym z koncertów. Musi przez tydzień nic nie mówić, jednak nic to nie pomogło i zalecano jej operację. Niestety Miley bardzo się boi, że nie będzie mogła już śpiewać, a co za tym idzie, koniec z jej karierą. Pewnej nocy Miley śni się jej matka, która umarła. Dziewczynka musi przezwyciężyć strach. Nieobecny: Moisés Arias. Goście specjalni: Tim Russ, Ryan Newman. Piosenki: „I Got Nerve”, „Life’s What You Make It”, „You and Me Together”. |                                              |                                      |                                             |                                                           |                                                   |
| 32 | You Gotta Not Fight for Your Right to Party  | Jody Margolin Hahn                   | Steven James Meyer                          | 21 września 2007                                          | 10 lipca 2010                                     |
| Miley i Jackson kłócą się podczas porannej kąpieli. Tata postanawia ukarać ich aresztem domowym, a co za tym idzie, ani Hannah Montana nie może iść na przyjęcie, ani Jackson do kina. Postanawiają jednak uciec, a Lily i Olivier mają ich zastępować. Nieobecny: Moisés Arias |                                              |                                      |                                             |                                                           |                                                   |
| 33 | My Best Friend’s Boyfriend                   | Roger S. Christiansen                | Jay J. Demopoulos                           | 28 września 2007                                          | 24 lipca 2010                                     |
| Lily spotyka 2 połówkę. Chłopak prosi ją aby z nim chodziła, Lily bez wahania zgadza się. Zauroczona dziewczyna nie zauważa, że on ją zdradza. Jak się okazuje na boku ma dwie inne. Miley próbuje pomóc przyjaciółce, zaprasza ją do restauracji i tam podrywa chłopaka, on podchodzi do Hanny i chce się z nią umówić. Zaślepiona dziewczyna rozumie, że jej chłopak nigdy nie był z nią szczery. Goście specjalni: Sterling Knight jako Lucas, Mitzi McCall, Larry David, Austin Butler, Kelly Gould, Cazzie i Romi David. |                                              |                                      |                                             |                                                           |                                                   |
| 34 | Take This Job and Love It                    | Roger S. Christiansen                | Sally Lapiduss                              | 5 października 2007                                       | 7 sierpnia 2010                                   |
| Podczas spotkania Hannah Montana u prezydenta okazuje się, że ochroniarka Miley – Roxy jest na tyle dobra, że mogłabym strzec prezydenta. Podczas jednej z kłótni między Roxy a Miley kobieta odeszła. Dziewczynka zrozumiała swój błąd i postanowiła poprosić Roxy o powrót, lecz dostanie się do niej nie jest takie proste. Hanna wraz z Lolą postanawiają iść do białego domu, lecz córka prezydenta nie pozwala im wyjść z jej pokoju. Dziewczyny zamieniają się ubraniami i perukami. Kiedy Miley wychodzi prezydent bierze ją za zaklinaczkę psów, a jego córka postanawia nauczyć Lily, myśląc ze to Hannah śpiewać. Nieobecny: Mitchel Musso. Goście specjalni: Frances Callier, John D’Aquino, Madison Pettis, Bobby Costanzo. Piosenka: „Nobody’s Perfect” |                                              |                                      |                                             |                                                           |                                                   |
| 35/36 | Achy Jakey Heart                             | Richard Correll Roger S. Christansen | Douglas Lieblein Andrew Green               | 12 października 2007 (cz. 1) 19 października 2007 (cz. 2) | 14 sierpnia 2010 (cz. 1) 21 sierpnia 2010 (cz. 2) |
| Miley i Lily są na plaży. W pewnym momencie z nieba spada Jake i mówi Miley że ją kocha i przeprasza ją za swoją nieobecność przez 4 miesiące. Ona jednak wylewa na niego napój i odchodzi. Przez parę następnych dni chłopak wysyła do jej domu wiele prezentów, które przy okazji podobają się tacie dziewczyny. Pewnego dnia Jake przychodzi do niej do domu dalej prosić o przebaczenie, ale Miley pozostaje nieugięta dowiadując się, ze chłopak wieczorem idzie na galę ze swoją serialową dziewczyną z którą udają parę też na żywo, aby zwiększyć oglądalność. Gdy rodzina potem ogląda Jake’a w telewizji i ten mówi że dziewczyna jest tylko przykrywką, i że naprawdę kocha Miley Stewart. Ta idzie do niego i razem się całują! Przez następne tygodnie dziewczyna jest mega-szczęśliwa, lecz pewnego wieczoru chłopak wyjawia jej ze ma na imię Leslie i Miley myśli, że to nie fair ze on nie zna jej tajemnicy i ją mu wyjawia! Chłopak jest bardzo zszokowany. Podczas ich randek towarzyszy im wielu dziennikarzy, dlatego Jake postanawia zmienić wizerunek, zakłada czarną perukę i staje się „zwykłym” człowiekiem. Jednak jego zachowanie i przyzwyczajenia nie zmieniają się. Miley zirytowana zachowaniem „nowego” Jake’a postanawia zrobić tak, aby chłopak poczuł obrzydzenie do niej i, by z nią zerwał. Goście specjalni: Cody Linley jako Jake Ryan, R. Brandon Johnson, Shanica Knowles jako Amber Addison, Anna Maria Perez de Taglé as Ashley Dewitt, Nicole Anderson jako Marissa Hughes Piosenka: „One in a Million”. |                                              |                                      |                                             |                                                           |                                                   |
| 37 | Sleepwalk This Way                           | Roger S. Christansen                 | Heather Wordham                             | 26 października 2007                                      | 28 sierpnia 2010                                  |
| Szczęśliwy ojciec oznajmia iż napisał nową piosenkę, jednak pokaże ją dzieciom dopiero w poniedziałek. Zniecierpliwiona Miley zaczyna szukać kartki. Okazuje się, że piosenka jest beznadziejna. Miley jest lunatyczką, przez sen chce powiedzieć tacie że piosenka jest okropna. Jackson jednak do tego nie dopuszcza. Przez to Miley nie śpi 2 dni, na lekcjach jest nieprzytomna, po wpadce z nauczycielką idzie do taty, aby powiedzieć mu prawdę. Na szczęście okazuje się, że Miley znalazła nie tę kartkę. Piosenka jest hitem! Goście specjalni: Erin Matthews, Teo Olivares. Piosenka: „Bigger Than Us”. |                                              |                                      |                                             |                                                           |                                                   |
| 38 | When You Wish You Were the Star              | Roger S. Christansen                 | Douglas Lieblein                            | 2 listopada 2007                                          | 12 czerwca 2010                                   |
| Miley i Lily pewnego wieczoru przyuważyły spadającą gwiazdę, która symbolizuje spełnienie życzeń. Przyjaciółka Miley poprosiła o 6 ze sprawdzianu z biologii do którego się przygotowywały, natomiast sama Miley poprosiła o to, by być zawsze Hannah Montaną. Jej marzenie się spełniło, budząc się w pięknym domu i będąc Hannah, nie Miley (Miley nigdy nie istniała). Dziewczynka ma wszystko, lecz po chwili spostrzega się, że nie ma przyjaciół, brat jej nie lubi, a tata znalazł sobie nową kobietę. Hannah chce powrócić do dawnego życia. Pomaga jej w tym Anioł-Roxy. Goście specjalni: Jesse McCartney, Frances Callier, Shanica Knowles jako Amber Addison, Anna Maria Perez de Taglé jako Ashley Dewitt, Romi Dames jako Traci VanHorn Piosenki: „Old Blue Jeans”, „The Best of Both Worlds”. |                                              |                                      |                                             |                                                           |                                                   |
| 39 | I Want You to Want Me... to Go to Florida    | Roger S. Christansen                 | Michael Poryes                              | 9 listopada 2007                                          | 17 lipca 2010                                     |
| Miley wraz z koleżanką (piosenkarką) jest gościem w show. Dziewczyna po wyłączeniu kamer wyjaśnia Hannie Montanie, że jej nienawidzi, bowiem Miley jest sławniejsza od niej i jej piosenki są szczycie światowej czołówki. Zaczyna się rywalizacja, dziewczyny mają wyjechać na Florydę grać i śpiewać charytatywnie. W domu Miley kłóci się z ojcem, dziewczyna nie może jechać na koncert. Zatem Hannah ucieka wraz z Roxy. Nieobecny: Mitchel Musso. Goście specjalni: Camryn Manheim, Frances Callier, Selena Gomez jako Mikayla, Jean Robertson. Piosenka: „Ready, Set, Don’t Go”. |                                              |                                      |                                             |                                                           |                                                   |
| 40 | Everybody Was Best-Friend Fighting           | Jody Margolin Hahn                   | Sally Lapiduss                              | 16 listopada 2007                                         | 26 lutego 2011                                    |
| Oliver został zaproszony po raz pierwszy za kulisy, bowiem od dawna o tym marzył. Lily jest zazdrosna, ponieważ zawsze to ona była „tą jedyną”. Za sceną spotykają sławnego tenisistę, który miał wystąpić charytatywnie na korcie ze swoją partnerką. Jednak ona nabawia się kontuzji i zastąpi ją Hannah Montana. Dziewczyna dostaje tylko jeden bilet na tę uroczystość. Zastanawia się, którego z przyjaciół może zabrać. Goście specjalni: Karina Smirnoff, Michael Steger. Piosenki: „Make Some Noise”, „Life’s What You Make It”. Nawiązania: Dakota Fanning |                                              |                                      |                                             |                                                           |                                                   |
| 41 | Song Sung Bad                                | Roger S. Christansen                 | Ingrid Escajeda                             | 23 listopada 2007                                         | 19 lutego 2011                                    |
| Hannah w studiu nagrywa piosenkę. Lola prosi ją, aby nagrała piosenkę dla jej mamy, lecz wychodzi okropnie i ojciec Miley robi z niej remiks. W szkole został ogłoszony konkurs karaoke i Lily chce w nim wystąpić (Amber też). Miley mówi Lily że na płycie nie jest pokazany jej prawdziwy głos. Miley wpada na pomysł aby ona śpiewała, a Lily będzie tylko ruszać ustami. Jednak nie wszystko idzie po ich myśli. Miley mówi wszystkim że śpiewanie nie jest tylko do popisu. Wszyscy zaczynają śpiewać po swojemu. Amber wychodzi wkurzona z sali. Goście specjalni: Shanica Knowles jako Amber Addison, Anna Maria Perez de Taglé jako Ashley Dewitt, Morgan York jako Sarah Piosenki: „I Got Nerve”, „One in a Million”, „Bigger Than Us”, „Life’s What You Make It”. Nota: W tym odcinku Lilly i Oliver nie umieją śpiewać, ale w odcinkach „Jestem Hannah, słuchajcie jak skrzeczę” oraz „Problemy z biologią” śpiewają bardzo dobrze. |                                              |                                      |                                             |                                                           |                                                   |
| 42 | Me and Mr. Jonas and Mr. Jonas and Mr. Jonas | Mark Cendrowski                      | Douglas Lieblein                            | 14 grudnia 2007                                           | 12 marca 2011                                     |
| Hannah spotyka w studiu nagrań braci Jonas. Na początku bracia są nią zafascynowani, ale potem interesują się tylko jej tatą. Roby chodzi na spotkania z chłopakami i pisze dla nich piosenkę. Miley jest zazdrosna. Postanawia wmówić chłopakom, że jej tata ukradł piosenkę innemu zespołowi i przebiera się z Lily za boysband. Tata Miley odkrywa ich podstęp i Hannah mówi chłopakom, że to był żart. Piosenkarka mówi też tacie, że była zazdrosna, bo on ją zaniedbywał z powodu braci Jonas. Roby wpada na pomysł, żeby Hannah zaśpiewała z chłopakami piosenkę. Piosenka jest świetna. Hannah zaprzyjaźnia się z braćmi. Nieobecny: Mitchel Musso. Goście specjalni: Jonas Brothers, Debra D. Holt. Piosenka: „We Got the Party”. |                                              |                                      |                                             |                                                           |                                                   |
| 43 | Don’t Stop 'Til You Get the Phone[C]         | Richard Correll                      | Michael Poryes                              | 10 marca 2010                                             | 16 kwietnia 2011                                  |
| Miley bardzo chce dostać nowy telefon. Prosi o to ojca, lecz ten się nie zgadza. Widząc cudowny, nowoczesny telefon koleżanki, zaczyna błagać tatę, aby się zgodził, ale on ciągle się nie zgadza. Miley prosi o pomoc Lily. Również ona początkowo się nie zgadza, lecz kiedy przyjaciółka składa jej ofertę nie do odrzucenia, jaką jest stary telefon Hannah, dziewczyna jak zahipnotyzowana zgadza się pomóc. Na nazajutrz wybierają się do sali koncertowej, gdzie Lily ma zrobić dla Hannah kompromitujące zdjęcie z papilotami na głowie. Po co to robią? Kiedy sprzedadzą to zdjęcie prasie, dostaną pieniądze na nowy telefon dla Miley. Wszystko idzie jak po maśle, aż do momentu, w którym dziewczyny zauważają, że na tym zdjęciu Hannah ma na sobie naszyjnik z imieniem Miley. Jednak pech chciał, że zdjęcie zostało już sprzedane. Przyjaciółki chcąc chronić Hannah przed "zdemaskowaniem", mówią dziennikarzowi, że się rozmyśliły i chcą zdjęcie z powrotem. Koleś mówi im, że dostaną to zdjęcie, jeżeli zrobią jeszcze lepsze. Wtedy Lily i Miley postanawiają przebrać Dwayne’a Johnsona za kobietę! Robią mu zdjęcie jednak Miley uświadamia sobie, że źle zrobiła i oddaje mu zdjęcie. Pod koniec odcinka Dwayne pomaga im zdobyć pieniądze. Nieobecny: Mitchel Musso, Moisés Arias. Goście specjalni: Dwayne “The Rock” Johnson, Tom McGowan oraz Romi Dames jako Traci VanHorn |                                              |                                      |                                             |                                                           |                                                   |
| 44 | That’s What Friends Are For?                 | Mark Cendrowski                      | Douglas Lieblein                            | 7 grudnia 2007                                            | 30 kwietnia 2011                                  |
| Jake – miłość Miley powraca, by nakręcić nowy film w którym gra wróg Miley, Mikayla. Obie piosenkarki biorą udział w akcji charytatywnej, gdzie zaczynają się spory. Później okazało się, że Jake (były chłopak Miley) poprosił Mikaylę aby zagrała z nim główną rolę w serialu. Miało się tam przejawiać dużo scen z pocałunkiem, dlatego Miley nie mogła do tego dopuścić. Kiedy Mikayla robiła makijaż w charakteryzatorni, Miley nabrała ją, że za drzwiami czeka Johny Deep, następnie zamknęła ją. Przebrała się w kostium Mikayli i starała się wypaść na planie jak najgorzej aby Jake wyrzucił ją z serialu. Prawie jej się udało, lecz plany pokrzyżowała jej Mikayla, która wydostała się zza drzwi. Goście specjalni: Camryn Manheim, Cody Linley jako Jake Ryan, Sandy Brown, Selena Gomez jako Mikayla. |                                              |                                      |                                             |                                                           |                                                   |
| 45 | Lilly’s Mom Has Got it Goin’ On              | Jody Margolin Hahn                   | Norm Gunzenhauser                           | 14 grudnia 2007                                           | 5 marca 2011                                      |
| Miley i Lily wpadły na genialny pomysł, a mianowicie chciały wyswatać swoich rodziców, aby zostać siostrami, wciąż obliczały czy ciuchy Lily zmieszczą się do szafy Hannah. Jednak randka nie wypadła dobrze. Mama Lily chciała zapłacić za siebie i ojciec dziewczyny bardzo się o to gniewał. Dziewczyny również pokłóciły się o to kto tak naprawdę zawinił. Każda z nich chciała dowieść tego, że to ta druga strona. Dziewczyny jednak godzą się po tym, jak zrozumiały, że głupio robią kłócąc się. Ojciec Miley zaprasza po raz drugi koleżankę i tym razem oboje bawili się dobrze podczas koncertu Hanny Montany. Goście specjalni: Heather Locklear, Morgan York. Piosenka: „Life’s What You Make It”. |                                              |                                      |                                             |                                                           |                                                   |
| 46 | I Will Always Loathe You                     | Roger S. Christiansen                | Michael Poryes                              | 21 grudnia 2007                                           | 19 marca 2011                                     |
| Miley w tym odcinku miała odebrać ważną nagrodę. Z tej okazji do jej domu przyjeżdża babcia oraz ciocia Dolly (chrzestna Miley) Jak się okazuje obie panie za sobą nie przepadają, gdyż wiele lat temu Dolly odebrała tej kobiecie chłopaka (Elvisa) Do kłótni dochodzi za kulisami gdy Hannah odbiera nagrodę z rąk jej ojca. Obie panie godzą się pod koniec, gdy zrozumiały, że zrobiły wstyd bliskiej osobie. Goście specjalni: Vicki Lawrence i Dolly Parton. Piosenka: „True Friend” |                                              |                                      |                                             |                                                           |                                                   |
| 47 | Bye Bye Ball                                 | Sean Lambert                         | Heather Wordham                             | 5 września 2008                                           | 2 kwietnia 2011                                   |
| Miley zostawia swojego Misia na kanapie na której siedzi Jackson, nagle nadlatuje pszczoła i chłopak próbuje ją zabić, chwyta pierwszy lepszy przedmiot którym jest Misiek i gładzi Pszczołę, Miś zostaje rozszarpany na kawałki. Miley nie może tego znieść bowiem wiele z tą zabawką przeszła, chwile potem wkradają się z Lili do pokoju Jacksona gdzie poszukują cennego przedmiotu brata, w ręce wpada im piłka którą dostał wiele lat temu Dziewczyny chcą się zemścić, pomimo wielu prób Miley nie miała odwagi tego zrobić jednak niefortunne potkniecie sprawiło iż piłka wylądowała w siatkownicy w zlewie. W tym samym czasie Jackson przynosi naprawionego Misia i przeprasza Hannah, co teraz zrobi Miley? Nieobecny: Moisés Arias. Goście specjalni: Joey Fatone i Juliette Goglia. Piosenki: „Rock Star”, „Life’s What You Make It”. |                                              |                                      |                                             |                                                           |                                                   |
| 48 | (We’re So Sorry) Uncle Earl                  | Richard Correll                      | Robin J. Stein                              | 18 kwietnia 2008                                          | 14 maja 2011                                      |
| Wujek Earl odwiedza Miley i rodzinę w Kalifornii, tydzień przed koncertem Hanny, który będzie oceniany przez bardzo surowego oraz niemiłego krytyka. W związku z tym Miley musi dużo ćwiczyć, ale to się nie udaje jak Wujek Earl chce aby Miley pomogła mu zostać gwiazdą rocka. Nieobecny: Moisés Arias Goście specjalni: David Koechner jako Wujek Earl, Gilbert Gottfried jako Barney Bittman Piosenki: „The Best of Both Worlds”, „Rock Star”, „Nobody’s Perfect”. |                                              |                                      |                                             |                                                           |                                                   |
| 49 | The Way We Almost Weren’t                    | Richard Correll                      | Andrew Green                                | 8 września 2008                                           | 26 marca 2011                                     |
| Miley z ojcem i bratem są na trasie koncertowej W busie, w którym podróżują warunki są bardzo złe, wciąż trzęsie autobusem, nie da się nawet spokojnie zjeść. Panuje bardzo fatalna pogoda. Miley odbiera telefon od Lily, dziewczyna proponuje przyjaciółce wspólne wyjście na koncert. Aby Miley mogła zdążyć trzeba byłoby jechać szybciej, jednak ojciec prosi o postój w małej restauracji. Rodzina spędziła tam dużo czasu, znudzone dzieci wracają do busa, jednak ojciec pozostaje. Po paru minutach rodzeństwo wraca, aby błagać o powrót. W tej samej chwili w autobus strzela piorun i Miley zostaje ranna. Przesunęli się w czasie, widzą w niej słynnego piosenkarza oraz mamę, jednak obydwoje nie zwracają na siebie uwagi. Jackson znika, więc Miley musi działać sama. Udaje zemdlenie. Mama i Tata w końcu zwrócili na siebie uwagę. Miley budzi się (to tylko sen) udają się wraz z Jacksonem do restauracji i okazują tacie zrozumienie, bowiem tu po raz pierwszy ich rodzice się spotkali. Nieobecny: Moisés Arias. Gość specjalny: Brooke Shields. Piosenka: „Old Blue Jeans”. |                                              |                                      |                                             |                                                           |                                                   |
| 50 | You Didn’t Say it Was Your Birthday          | Richard Correll                      | Heather Wordham                             | 9 września 2008                                           | 7 maja 2011                                       |
| Miley i Jackson są tak zajęci swoimi sprawami, że nie zauważają kiedy ich ojciec kończy 40 lat. Widząc zawiedzioną minę ojca próbują dojść, które z nich tym razem zawiniło. W pewnej chwili w ich ręce wpadają kartki urodzinowe, w pośpiechu próbują wymyślić jakąś niespodziankę. Niestety impreza urodzinowa nie wypaliła. Ale jak to zwykle bywa rodzina znów się godzi. Goście specjalni: Patrick Ryan Anderson jako Todd, Adam Raque jako Gość #1, Brandon Edward Gomez jako Gość #2, Colton Burton jako Ed, Michelle Merring jako Mama Eda, Bob Bledsoe jako Frank, Kieran Newton jako Jimmy Piosenka: „Life’s What You Make It”. |                                              |                                      |                                             |                                                           |                                                   |
| 51 | Hannah In The Streets With Diamonds          | Roger S. Christiansen                | Jay J. Demopoulos Steven James Meyer        | 11 września 2008                                          | 28 maja 2011                                      |
| Hannah Montana dostaje diament (tabliczkę na ulicy, którą dostają tylko sławne gwiazdy). Jest problem, gdyż diament ma znajdować się przy stanowisku z hot-dogami, których klienci kapią na tabliczkę ostrym chili i stanowisku z kwiatami, którego właściciel pluje prosto na diament Hannah. Miley postanawia wymienić się miejscem z kimś innym z maskotką z programu dla dzieci, Bawołem Plackiem. Gość specjalny: Edie McClurg jako Bawół Placek. |                                              |                                      |                                             |                                                           |                                                   |
| 52 | Yet Another Side of Me                       | Shannon Flynn                        | Andrew Green Sally Lapiduss Heather Wordham | 12 września 2008                                          | 4 czerwca 2011                                    |
| Miley u swojego krawca spotyka sławną Isis. Ta mówi jej, że musi zmienić wizerunek (sama robi to od 20 lat, dlatego twierdzi, że dzięki temu jest sławniejsza). Miley postanawia zrobić, tak jak kazała jej Isis, jednak jej ojciec, Lily i Oliver odradzają jej tego. Ma wystąpić u „Słonecznych dzieci” jako dobry przykład. Gdy śpi, śni się jej, że ma czerwono-czarne włosy, a „Słoneczne dzieci” biorą od niej zły przykład. Lecz gdy Miley się obudzi, zrozumie, że powinna słuchać rodziny i przyjaciół. Na koniec odcinka Isis jest przebrana za Hannah. Goście specjalni: Tiffany Thornton jako Becky, Rachel York, Meshach Taylor oraz Jodi Shilling Role epizodyczne: Matt Merchant, Brandi Cyrus, Alvin Lam, Lee Davis oraz Angela Trimbur Piosenki: „One in a Million” oraz „True Friend” Notatka: Isis jest parodią Madonny, a wymienione tytuły jej utworów – parodiami tytułów piosenek Madonny. |                                              |                                      |                                             |                                                           |                                                   |
| 53 | The Test of My Love                          | Richard Correll                      | Jay J. Demopoulos                           | 24 stycznia 2009                                          | 9 kwietnia 2011                                   |
| Miley i Lily są na plaży. W pewnym momencie Miley zauważa chłopaka i od razu się w nim zakochuje. On znika, a kiedy Miley jest znów na plaży i mówi Lily, że brakuje go jej, chłopak niespodziewanie pojawia się tuż za nią i proponuje randkę wraz z jego rodzicami. W eleganckiej restauracji rodzice chłopca biorą Miley za wiejską dziewuchę bez manier. Miley ma tego dosyć. Ma zamiar wyjść z tego spotkania, ale chłopak ją zatrzymuje i całuje ją. Co teraz zrobi? Nieobecny: Mitchel Musso Goście specjalni: Gregory Itzin, Anita Finlay, Michael McShae, Romi Dames jako Traci VanHorn. Nota: W tym odcinku Miley nie występuje jako Hannah Montana. |                                              |                                      |                                             |                                                           |                                                   |
| 54 | Joannie B. Goode                             | Rondell Sheridan                     | Andrew Green                                | 10 września 2008                                          | 21 maja 2011                                      |
| Oliver zakochuje się ze wzajemnością w dziewczynie, której nie znoszą Miley i Lily. Chłopak namawia dziewczyny do spędzenia wspólnie czasu z Joanie. Niestety sprawa pogarsza się, kiedy podczas spotkania okazuje się, że Lily i Joanie mają ze sobą wiele wspólnego. Dziewczyny zaprzyjaźniają się a Miley czuje się odrzucona. Jak zwykle na końcu odcinka okazuje się, że na problemy z przyjaciółką, najlepszym sposobem jest przyjaciel. Goście specjali: Hayley Chase jako Joannie Palumbo, Erika Medina jako Kuzynka Rico Piosenka: „Life’s What You Make It” Note: W tym odcinku Miley nie występuje jako Hannah Montana. |                                              |                                      |                                             |                                                           |                                                   |
| 55 | We’re All on This Date Together              | Roger S. Christiansen                | Steven Peterman                             | 24 stycznia 2009                                          | 11 czerwca 2011                                   |
| Randka z Hannah jest wystawiona na licytacje. Najbardziej licytują się Rico i Johnny (chłopak w którym Miley jest zakochana) W końcu muszą iść na potrójna randkę. W tym czasie Miley robi wszystko by Rico rozchorował się. W końcu jej się udaje., ale Rico mimo wszystko idzie na randkę. Hannah przez przypadek „wysadza” Rico, a on ląduje w akwarium. Johny sobie idzie i nie ma zamiaru więcej spotkać się z Hannah. Goście specjalni: Corbin Bleu, Ray Romano, Donny Osmond, Sheryl Lee Ralph Piosenka: „If We Were A Movie” |                                              |                                      |                                             |                                                           |                                                   |
| - C^ Odcinek ten ukazał się na DVD przed emisją na Disney Channel Polska. |                                              |                                      |                                             |                                                           |                                                   |

### Odcinek niewyemitowany
| No Sugar, Sugar | Art Manke | Sally Lapiduss | 24 września 2011 |
| Miley i Lily podejrzewają, że Oliver się zakochał.Chłopak nie chce jednak nic im powiedzieć. Śledzą go i okazuje się, że odwiedził z czekoladkami szkolną pielęgniarkę. Dziewczyny idą do kobiety, żeby ją przepytać, ona informuje je, że Oliver jest chory na cukrzycę. Miley martwi się o przyjaciela, który twardo nie ma zamiaru powiedzieć im o swojej chorobie i zabiera Olivera na przyjęcie urodzinowe do Tracie. Okazuje się jednak, że Tracie potraktowała dosłownie swoją "słodką szesnastkę" i na przyjęciu dominują słodycze! Hannah i Lola muszą dopilnować, żeby Oliver nie jadł słodyczy, ponieważ może się to w jego stanie tragicznie skończyć! Nieobecny: Moisés Arias jako Rico Goście specjalni: Rebecca Creskoff jako szkolna pielęgniarka, Shanica Knowles jako Amber Addison, Anna Maria Perez de Taglé jako Ashley Dewitt oraz Romi Dames jako Traci VanHorn. Notatka: Dorośli widzowie serialu zaprotestowali przed emisją tego odcinka ze względu na zły przykład dla dzieci. Ostatecznie nie został on nigdy wyemitowany, ale napisano go na nowo, zatytułowano „Uptight (Oliver’s Alright)” i wyemitowano 20 września 2009 jako odcinek serii trzeciej. |           |                |                  |